# Casandrino
Casandrino és un municipi situat a la Ciutat metropolitana de Nàpols, a la regió de la Campània, (Itàlia). Segons cens de 2021 te 13.211 habitants en una superfície de 2,110 km².
Casandrino limita amb els municipis d'Arzano, Grumo Nevano, Melito di Napoli, Nàpols i Sant'Antimo.